# Paracyclops affinis
Paracyclops affinis är en kräftdjursart som först beskrevs av Georg Ossian Sars 1863.  Paracyclops affinis ingår i släktet Paracyclops och familjen Cyclopidae. Arten är reproducerande i Sverige. Inga underarter finns listade i Catalogue of Life.